# Jorge Juan y Santacilia
Jorge Juan y Santacilia (Novelda, 5 gennaio 1713 – Madrid, 21 giugno 1773) è stato un matematico, scienziato e ufficiale della marina spagnolo.

## Biografia

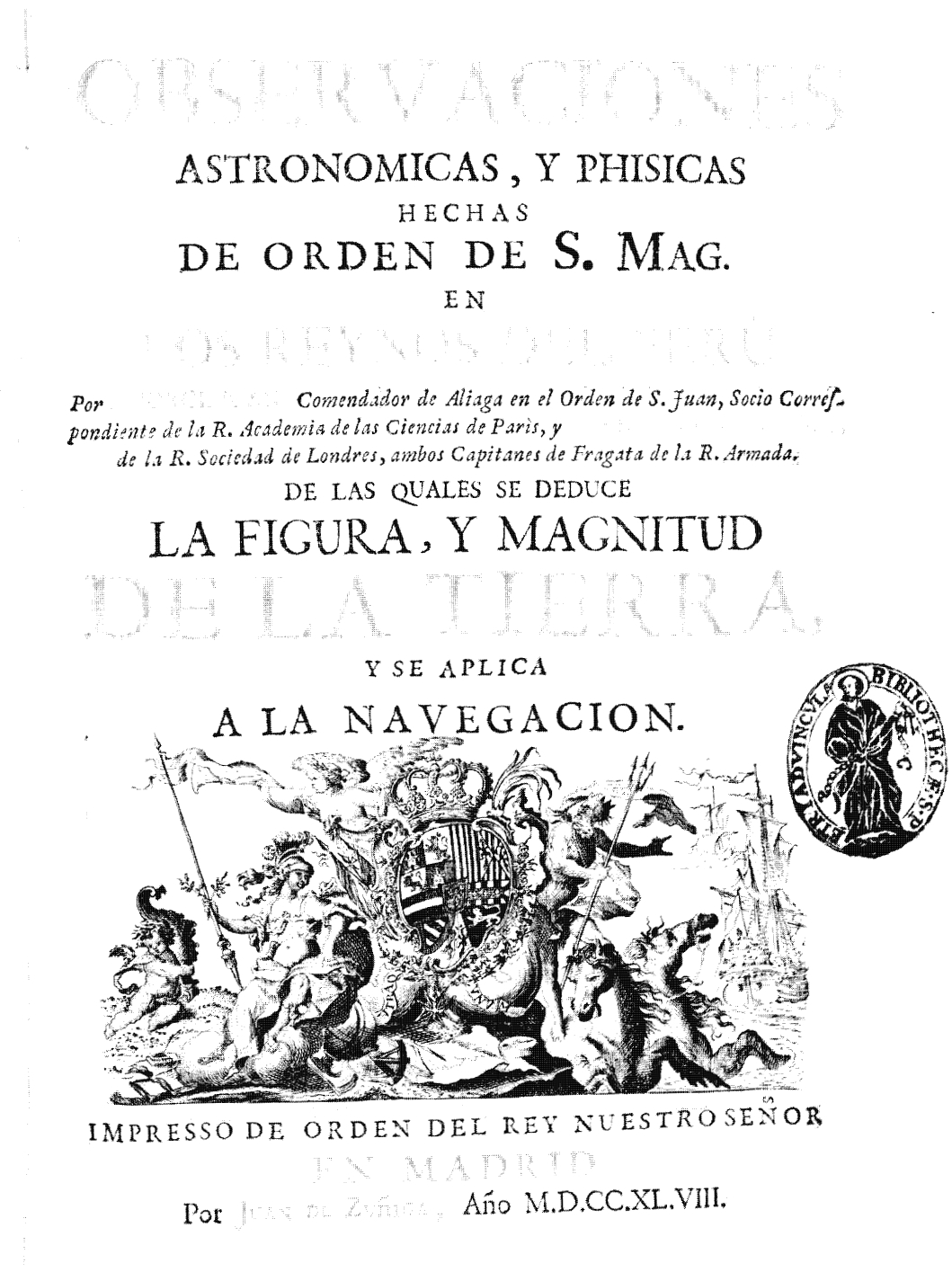
Observaciones astronomicas y phisicas, 1748

Perse il padre quando aveva tre anni e fu affidato ai gesuiti, che lo istruirono nella propria scuola. Uno dei suoi zii lo mandò a proseguire i suoi studi a Saragozza. All'età di dodici anni diventò uno dei paggi del grande maestro dell'ordine di Malta e a quattordici cavaliere dell'ordine di San Giovanni di Gerusalemme.
Nel 1726 tornò in Spagna ed entrò nella scuola degli ufficiali della marina. Un anno dopo entrò in accademia, per studiare matematica, astronomia, navigazione e cartografia. Nel 1734, conclusi i suoi studi in accademia, comandò una corvetta e partecipò a diverse battaglie navali.
Lo stesso anno, il re Filippo V di Spagna gli chiese di partecipare, con un altro ufficiale spagnolo, Antonio de Ulloa, alla spedizione geodetica francese organizzata dall'accademia francese delle scienze e diretta dall'astronomo e matematico Louis Godin.
Fra il 1736 e il 1744 i due scienziati spagnoli scoprirono il platino. Nel 1745, conclusi i suoi viaggi scientifici, Ulloa e Juan tornarono in Spagna, su navi diverse al fine di minimizzare il rischio di una perdita completa dei loro importanti risultati.
Quando fu tornato in Spagna, il gentiluomo Zenón de Somodevilla y Bengoechea gli chiese di recarsi in Inghilterra per spiare i nuovi metodi inglesi di costruzione navale e le nuove tecnologie armiere. Viaggiò in incognito e apprese i progressi in materia. Tornato in Spagna nel 1750, fu nominato responsabile dei cantieri navali spagnoli e dell'armamento. Nel 1757 fondò l'osservatorio nazionale spagnolo, il Real Instituto y Observatorio de la Armada.

## Opere
- (ES) Observaciones astronomicas y phisicas, Madrid, Juan de Zuņiga, 1747.